# Marius Flothuis
Marius Hendrikus Flothuis (Amsterdam, 30 oktober 1914 – aldaar, 13 november 2001) was een Nederlands componist, musicoloog, hoogleraar musicologie en muziekcriticus.

## Levensloop
Flothuis volgde het Vossius Gymnasium te Amsterdam en studeerde piano bij Bé Boef en Arend Koole en piano en theorie bij Hans Brandts Buys. Hij studeerde muziekwetenschap aan de Rijksuniversiteit Utrecht bij Albert Smijers en aan de Universiteit van Amsterdam bij Karel Philippus Bernet Kempers. Flothuis promoveerde in 1969 op een proefschrift dat onder meer Mozarts arrangementen van eigen werk behandelde.
Marius Flothuis werd in 1937 assistent-artistiek leider van het Concertgebouw in Amsterdam. In 1942 moest hij zijn loopbaan afbreken omdat hij weigerde te gehoorzamen aan de Duitse bezetter. Hij werd actief in het verzet en verborg Joodse onderduikers. In september 1943 werd hij gearresteerd en via Kamp Vught in september 1944 gedeporteerd naar concentratiekamp Sachsenhausen.
Van 1946 tot 1950 was hij bibliothecaris bij de Stichting Donemus, van 1945 tot 1953 muziekrecensent van Het Vrije Volk. In 1953 trad Flothuis in dienst van het Concertgebouworkest, waarvan hij van 1955 tot 1974 als artistiek leider het muzikale beleid mede bepaalde. Daarnaast was Marius Flothuis van 1974 tot 1983 hoogleraar musicologie aan de Universiteit van Utrecht. Flothuis genoot internationale reputatie vanwege zijn studies over Mozart. Van 1980 tot 1994 was hij voorzitter van het Zentralinstitut für Mozart-Forschung te Salzburg. Hij gold als een autoriteit op het terrein van Mozarts muziek en schreef cadensen voor een aantal van diens concerten.
Als componist is Flothuis grotendeels autodidact. Hij componeerde in een behoudend idioom. Pas in de jaren zestig kwam hij hiervan los en volgde hij als componist meer zijn intuïtie. In zijn ruim honderd opusnummers beleed hij openlijk zijn voorliefde voor Franse componisten als Debussy en Ravel. Zijn composities in vrijwel alle genres hebben weinig van doen met de turbulente tijden van het modernisme waar Flothuis ook als componist midden in zat. Ze spreken eerder fijnzinnig en beknopt van universele waarden en klassiek evenwicht, zaken waar Flothuis ook in woord en geschrift voor stond.
Tot het einde van zijn leven maakte Flothuis actief deel uit van het Nederlandse muziekleven.

## Composities

### Werken voor orkest
- 1939-1940 Concertino, voor fluit, hobo, klarinet, saxofoon, trompet, pauken, piano en strijkorkest, opus 8
  1. Allegro aperto
  2. Allegretto con moto (alla viennese)
  3. Lento
  4. Andante amoroso con moto
  5. Allegretto con moto e leggiero
  6. Poco sostenuto-Vivace-Poco sostenuto
  7. Allegro vivace
- 1944 Concert, voor fluit en orkest, opus 19
  1. Introduzione-Tango e Walzer-Coda
  2. Rondo
  3. Variazioni
- 1945 Concerto, pour cor principal et petit orchestre, opus 24
  1. Assez animé
  2. Grave et très soutenu
  3. Vif et alerte
- 1946 Valses sentimentales, (orkestversie), opus 21
- 1946-1948 Concert, voor piano en klein orkest, opus 30
  1. Allegretto piacevole
  2. Larghetto
  3. Molto vivace
- 1949 Capriccio, voor strijkorkest, opus 35 nr. 2
- 1951 Concert, voor viool en klein orkest, opus 39
  1. Moderato
  2. Vivace
  3. Adagio
- 1952 Slaet opten trommele, film music for small orchestra, opus 45
- 1953 Fantasia per arpa e piccola orchestra, opus 51
- 1954-1955 Sinfonietta concertante, voor klarinet (in A), altsaxofoon (in Es) en klein orkest, opus 55
- 1955 Concert-ouverture, opus 56
- 1956 Rondo festoso, voor orkest, opus 57
- 1957 Concert, voor klarinet en orkest, opus 58
  1. Andante con moto-Allegro-Andante con moto
  2. Allegretto leggiero-Lento-Allegretto leggiero
- 1957 Symfonische muziek, voor groot orkest, opus 59
  1. Allegro
  2. Adagio molto espressivo, un poco strascinante
  3. Allegro agitato
  4. Andante maestoso
- 1962 Spes patriae, sinfonietta voor klein symfonie-orkest, opus 62
  1. Allegro con spirito
  2. Passacaglia con intermezzi (Andante tranquillo)
  3. Allegro vivace e impetuoso
- 1963 Espressioni cordiali, sei bagattelle per orchestra a corde, opus 63
- 1964 Celdroom, radiofonische scène voor spreekstem, gemengd koor en orkest, opus 65 - tekst: H. M. van Randwijk
- 1964 Canti e giuochi, per flauto, oboe, clarinetto, fagotto, corno, orchestra a corde
- 1968 Concertino, per oboe e piccola orchestra, opus 70b
- 1971 Per sonare ed ascoltare, cinque canzoni per flauto ed orchestra, opus 73
  1. Chiaro e maestoso
  2. Vivace
  3. Adagio ma non troppo
  4. Allegretto leggiero
  5. Finale retrospettivo
- 1977-1978 Five minute pieces for orchestra contemporary music of the Netherlands
- 1979 Cantus amoris, voor strijkorkest, opus 78
- 1981 Frivolités, drie stukken voor strijkinstrumenten, opus 81
- 1993 Poème, pour harpe et petit orchestre, opus 96

### Werk voor harmonie- en fanfareorkest
- 1949 Capriccio, voor harmonieorkest, opus 35 nr. 1

### Cantates
- 1946 Cantata Silesiana, voor driestemmig vrouwenkoor, fluit, strijkquartet en klavecimbel, opus 29 - tekst: Angelus Silesius
- 1948-1949 Love and strife, a serious cantata for contralto, flute, oboe d'amore (also oboe), viola and 'cello, opus 34 - words by Kathleen Raine
  1. Mourning in spring 1943
  2. Sorrow
  3. Heroes
  4. Interlude
  5. Venus
  6. The moment
  7. Winged eros
- 1951 Een Amsterdamsch lied, cantate voor sopraan- en bariton-solo, fluit, klarinet, twee violen, altviool, violoncel, contrabas en piano , opus 40 - tekst: Jan Campert
- 1968 Fantasia quasi una cantata, per 12 strumenti ad arco, clavicembalo e mezzo-soprano, opus 71 - tekst: Andri Peer
- 1985-1986 Santa Espina, pour mezzo-soprano et orchestre, op thema's uit La Santa Espina van Enrice Morera i Viura, opus 88 - tekst: Louis Aragon

### Werken voor koor
- 1944 Bicinia, voor tweestemmig vrouwenkoor met of zonder begeleiding (2 violen, hobo en altviool, 2 fluiten, 2 althobo's, 2 klarinetten of andere combinaties), opus 20
- 1933/1949 Het lied van 't dagelijks brood, voor gemengd koor, opus 36 no.2 - tekst: Bruno Schönlank
- 1951 Vier antieke fragmenten, voor a capella gemengd koor, opus 41
  1. Voorzang - tekst: Terpander
  2. Avondlied - tekst: Alkman
  3. Spreuk - tekst: Simonides
  4. Danslied - tekst: Alkman
- 1952 Lente, voor mannenkoor a capella, opus 36 nr. 3
- 1953 Round, voor achtstemmig gemengd koor, opus 50 - tekst: Orlando Gibbons
- 1960 Seizoenen een cyclus voor vierstemmig vrouwenkoor en fluit, opus 61
- 1976 Een lied voor Helene, voor gemengd koor
- 1980 Music for USC, five pieces for a cappella choir, opus 79
  1. Love is anterior to life - tekst: Emily Dickinson
  2. Central Park at dusk - tekst: Sara Teasdale
  3. Forgetfulness - tekst: Hart Crane
  4. Vagabonds - tekst: Langston Hughes
  5. Dark summer - tekst: Louise Bogan
- 1985 Herinnering, twee liederen voor gemengd koor a capella, opus 93 - teksten: Clara Eggink en Bertus Aafjes

### Vocale muziek met orkest of instrumenten
- 1937-1938 Vier Morgenstern liederen, voor sopraan en piano (of orkest), opus 3 - tekst: Christian Morgenstern
  1. Der Morgen war von Dir erfüllt
  2. Es ist Nacht
  3. O, Nacht
  4. Wasserfall bei Nacht
- 1939-1940 Sonnet, voor mezzo-sopraan en orkest, opus 9 - tekst: Ernst Toller
- 1940-1945 Twee sonnetten, voor mezzo-sopraan of bariton en piano, opus 10
  1. Hy droech onse smerten - tekst: Jacobus Revius
  2. Rebel, mijn hart - tekst: Jan Campert
- 1942 Kleine ouverture, voor sopraan en orkest, opus 14 - tekst: Christian Morgenstern
- 1943 Vorfrühling, voor mezzo sopraan en piano, opus 15
  1. Die blätterlosen Pappeln stehn so fein - tekst: Christian Morgenstern
  2. Es läuft der Frühlingswind durch kahle Alleen - tekst: Hugo von Hofmannsthal
  3. Härte schwand - tekst: Rainer Maria Rilke
- 1945-1947 Tricinia, voor tenor, bariton en bas, opus 25
- 1947-1948 To an old love, voor mezzo sopraan en orkest, opus 32 - tekst: Ellen Marsh
- 1948-1950 Four trifles, voor een hoge stem en klein orkest, opus 33
- 1949-1951 Zes Nederlandse volksliederen - Serie I, voor 2 stemmen, opus 43
- 1951 Zes Nederlandse minneliederen - Serie III, voor zangstem en 2 instrumenten, opus 43
- 1952  Kleine suite (vocalises), voor sopraan en piano, opus 47
  1. Maestoso
  2. Con grazia, non troppo vivo
  3. Molto tranquillo
  4. Vivace e leggiero
  5. Lento grazioso
- 1952/1995 Kleine suite (vocalises), voor sopraan, fluit, viool, altviool, violoncello en harp, opus 47a
- 1953 Negro lament, voor contralt, altsaxofoon en piano, opus 49 - tekst: Langston Hughes
  1. Proem
  2. Harlem night song
  3. Troubled woman
  4. The white ones
  5. Roland Hayes beaten (Georgia: 1942)
  6. Epilogue
- 1958-1960 Odysseus and Nausikaa, madrigal voor sopraan, alt, tenor, baritone en harp, opus 60 - tekst van Homerus in vertaling van E.V. Rieu en fragmenten van Alkman en Sappho
- 1965 Hymnus, voor sopraan en groot orkest, opus 67 - tekst: Ingeborg Bachmann, "An die Sonne"
- 1978 Hommage à Mallarmé, voor chant, flûte, violoncelle et piano, opus 80 - tekst: Stéphane Mallarmé
- 1983 Vrijheid, voor gemengd koor, 2 recitanten, mezzo-sopraan, fluit en strijkorkest, opus 83
  1. Introitus
  2. Koor
  3. Canon
  4. Lied
  5. Koraal en Arioso
  6. Lied (herhaling)
  7. Intermezzo
  8. Finale en coda
- 1988 November, drei Lieder nach deutschen Gedichten für Mezzosopran und Klavier, opus 90
- 1992 ... ein fremdes Völkchen ..., Gedichte von Rose Ausländer für vier Frauenstimmen (2 sopranen en 2 alten) gesetzt, Opus 95
- 1996 Drei Lieder nach Gedichten von Günter Eich, voor mezzosopraan en piano, opus 99
  1. Wie grau es auch regnet
  2. Die Totentrompete
  3. Die Häherfeder
- 1996-1997 Drei Lieder nach Gedichten von Günter Eich, versie voor mezzosopraan en klein ensemble, opus 99a
- 1997 Adagio, für Streichorchester und Sprecherin, Opus 100 - tekst: Sophie Scholl
- 2001 Saraband, voor mezzo sopraan en harp, opus 103

### Kamermuziek
- 1937 Sonate, voor violoncello solo, opus 2
  1. Andante
  2. Allegro
  3. Adagio
- 1939 Muziek bij Het drijvende eiland, voor fluit, twee klarinetten, trompet, slagwerk, viool, contrabas en piano, opus 5
- 1942 Quintet, voor fluit, hobo, klarinet, fagot en basklarinet, opus 13
- 1944 Aria, voor trompet en piano, opus 18
- 1944 Aubade, voor fluit, opus 19a
- 1944 Duettino pastorale, voor twee violen, opus 23 no. 2
- 1945 Ronde champêtre, voor fluit en klavecimbel, opus 19b
- 1945 Sonatine, voor trompet, hoorn en trombone, opus 26
- 1945 Trois pièces, pour deux cors, opus 24a
- 1946 Vier bagatellen, voor viool en piano, opus 23
- 1950 Partita, voor viool en piano, opus 38 no. 1
- 1950-1951 Trio serio, voor altviool, violoncel en piano, opus 38 no. 2
- 1951 Sonata da camera, per flauto e arpa, opus 42
- 1951 Zes canonische inventies - Serie II, voor 2 blokfluiten, opus 43
- 1952  Divertimento, voor klarinet, fagot, hoorn, viool, altviool en contrabas, opus 46
  1. Entrata
  2. Scherzo 1
  3. Canzone
  4. Scherzo 2
  5. Rondo
  6. Congedo
- 1952 Kwartet, voor twee violen, altviool en cello, opus 44
  1. Allegro impetuoso
  2. Lento
  3. Allegro appassionato
  4. Allegretto leggiero
  5. Finale (Poco adagio)
- 1963 Quattro invenzioni, per quattro corni, opus 64
- 1967 Concertino, voor hobo, viool, altviool en cello, opus 70a
- 1975 Sonata, per flauto, flauto alto (in Sol), opus 76 nr. 2
- 1978 Canzone, voor 2 klarinetten, bassethoorn en basklarinet, opus 76 nr. 4
- 1978 Pastorale, voor panfluit, opus 76 nr. 6
- 1979 Piccola fantasia, voor fluit, opus 76 nr. 7
- 1983-1984 Trois nocturnes, pour violoncelle et harpe, opus 84
- 1985 Sonate, pour hautbois, cor et clavecin, opus 85
- 1985-1986 Capriccio, voor sopraan-, alt-, tenor- en baritonsaxofoon, opus 86
- 1986 Preludio e fughetta, per tre trombe in Do, opus 76 nr. 8
- 1987 Adagio, voor viool en piano, opus 89
- 1989 Preludio, notturno e capriccio, per violino, viola e violoncello, opus 91
- 1990 Impromptu voor altviool solo
- 1991-1992 Quartetto II (Fantasia), per quartetto d'archi, opus 94
- 1994-1995 Quintette, pour flûte, violon, alto, violoncelle et harpe, opus 97
- 1996 Duetto per due violini, opus 98

### Werk voor orgel
- 1979 Eine alte Geschichte, voor orgel

### Werken voor piano
- 1934 Scherzino, opus 0
- 1935-1936 10 eenvoudige klavierstukken, opus 1
- 1937-1938 Suite voor piano
- 1944 Valses sentimentales, voor piano vierhandig, opus 21
- 1945 Oost West, thuis best, opus 27
- 1947 Six moments musicaux, opus 31
- 1954 Valses nobles, voor piano vierhandig, opus 52
- 1964 "Cadenzas for the Concertos in C major K.467 and in C major, K.503 by W.A. Mozart"
- 1964 "Cadenzas for the Concertos in E flat major K.482 and in D major, K.537 by W.A. Mozart"
- 1969-1970 Fünf Epigramme und ein Capriccio, voor piano solo, opus 72
- 1989-1990 Paesaggi, (Paysages - Landschaften) una fantasia per pianoforte, opus 92

### Werk voor klavecimbel
- 1953 Suite, voor klavecimbel
  1. Toccata
  2. Intermezzo I
  3. Passacaglia
  4. Intermezzo II (Canon)
  5. Fuga

### Werken voor harp(en)
- 1950 Pour le tombeau d'Orphée, danse élégiaque pour harpe seule
- 1951 Kleine suite, voor twaalf harpen (in samenwerking met Lex van Delden)
  1. Prelude
  2. Allegro
  3. Valse lente
  4. Fughetta
  5. Finale
- 1963 Berceuse brève, pour harpe, opus 75 nr. 1
- 1969 Allegro vivace, per due arpe, opus 75 no. 2
- 1975 Molto lento, voor harp, opus 75 no. 3
- 1978 Allegro, con precisione, per arpa sola, opus 75 nr. 4
- 1984/1994 Allegro fugato, per tre arpe, opus 75 nr. 5
- 1985-1986 Six easy studies for harp, opus 87
- 1986 Sonorités opposées, pour harpe seule, opus 75 no. 6
- 1999 Rapsodie, voor harp solo, opus 102

### Werk voor gitaar
- 1944 Twee stukken voor gitaar, opus 22
  1. Folia, opgedragen aan Freek Mulders[3]
  2. Habanera, opgedragen aan Wim Gaffel

### Werk voor slagwerk
- 1975/1998 Adagio, per strumenti a percussione e pianoforte (a 4 mani), opus 74

## Publicaties (selectie)
- Marius Flothuis: Mozart, Den Haag 1940
- Marius Flothuis: Hedendaagse Engelse componisten, Amsterdam 1949
- Marius Flothuis: Pianomuziek, Bilthoven 1959
- Marius Flothuis: Mozarts Bearbeitungen eigener und fremder Werke, diss. Amsterdam 1969
- Marius Flothuis: Notes on notes: selected essays, Buren 1974
- Marius Flothuis: 'Mahler interpretiert Mahler', in: Nachrichten zur Mahler-Forschung 9 (1981), p. 6-9.
- Marius Flothuis: Composities van Belle van Zuylen, 1. Airs et Romances, 2. Menuetten, 3. Klaviersonates, Amsterdam 1983
- Marius Flothuis en H. van Dijk: 75 jaar GeNeCo: de geschiedenis van het Nederlands Genootschap van Componisten, Amstelveen 1988
- Marius Flothuis: Denken over muziek, Kampen 1993
- Marius Flothuis: ... exprimer l'inexprimable ..., essai sur la mélodie française depuis Duparc, en dix-neuf chapitres et huit digressions, Amsterdam 1996
- Marius Flothuis: Mozarts Klavierkonzerte - Ein musikalischer Werkführer, München 1998
- Marius Flothuis: Mozarts Streichquartette - Ein musikalischer Werkführer, München 1998
- Marius Flothuis: 'Autograph - Abschrift - Erstdruck. Eine kritische Bewertung', in: Mozart-Jahrbuch 2001, Kassel 2003